# Leontij Czeriemisow
Leontij Gieorgijewicz Czeriemisow (Леонтий Георгиевич Черемисов) (ur. 19 czerwca?/1 lipca 1893 we wsi Łysyje Gory, zam. 17 listopada 1967 w Orenburgu) – radziecki wojskowy, generał lejtnant. 

## Życiorys
Urodził się we wsi Łysyje Gory (Gubernia saratowska), w rodzinie robotniczej, pochodzenia maryjskiego.
We wrześniu 1915 roku został powołany do armii rosyjskiej. Walczył w I wojnie światowej początkowo jako szeregowy, następnie pomocnik dowódcy kompanii. W 1916 roku ukończył szkołę młodszych dowódców, a w 1917 roku szkołę chorążych. Zdemobilizowany w marcu 1918 roku w stopniu chorążego.
W 1919 roku wstąpił do Armii Czerwonej. Brał udział w wojnie domowej na Froncie Południowym i Wschodnim przeciwko wojskom gen. Denikina, a potem przeciwko powstaniu Sapożnikowa w guberni samarskiej. W tym czasie kolejno był pomocnikiem dowódcy kompanii, dowódcą kompanii, batalionu i pułku. Od czerwca 1920 roku był dowódcą 511 samodzielnego batalionu strzeleckiego, batalionu 292 pułku strzeleckiego i dowódcą 292 pułku strzeleckiego 33 Dywizji Strzeleckiej.
Od września 1921 roku służył w 27 Dywizji Strzeleckiej, gdzie pełnił kolejno stanowiska: zastępcy dowódcy i dowódcy 240 pułku strzeleckiego, dowódcy batalionu w 80 pułku strzeleckim, zastępcy dowódcy 80 pułku strzeleckiego i 79 pułku strzeleckiego, komendant szkoły dywizyjnej i dowódcy batalionu w 79 pułku strzeleckim. W 1925 roku ukończył kurs dowódczy „Wystriał”, po czym został w lutym 1926 roku został kolejno: pomocnikiem dowódcy, szefem sztabu i dowódcą 99 pułku strzeleckiego 33 Dywizji Strzeleckiej. W 1930 roku uczestniczył w wyższym kursie dowódczym „Wystrieł”. 
Po ukończeniu kursu 1 maja 1930 roku został dowódcą 99 pułku strzeleckiego 33 Dywizji Strzeleckiej, a 3 kwietnia 1934 został zastępcą dowódcy 81 Dywizji Strzeleckiej, następnie 25 listopada 1932 roku dowódcą 43 Dywizji Strzeleckiej. W dniu 5 października 1934 roku został przeniesiony do rezerwy.
W rezerwie został komendantem obwodu zachodniego Osoawiachimu. 
W 1938 roku został ponownie powołany do wojska i w marcu 1938 roku został dowódcą 68 Dywizji Górsko-Strzeleckiej. W tym czasie ukończył zaoczny i wieczorowy kurs w Akademii Wojskowej im. Frunzego. W dniu 5 lutego 1939 został dowódcą 20 Korpusu Strzeleckiego,
W dniu 22 czerwca 1940 roku został dowódcą ponownie sformowanej 15 Armii wchodzącej w skład Frontu Dalekowschodniego i dowodził tą armią do 8 listopada 1941 roku, kiedy został pomocnikiem do spraw wyszkolenia dowódcy Frontu Dalekowschodniego. Funkcję tę pełnił do 8 września 1943 roku, kiedy został dowódca ponownie sformowanej 16 Armii. Armia to osłaniała granice japońsko-radziecką na Sachalinie, a następnie od wiosny 1945 roku wybrzeże cieśn. Tatarskiej od miasta Sowiecka Gawań do Nikołajewsk nad Amurem.
Po wypowiedzeniu wojny Japonii armia weszła w skład 2 Frontu Dalekowschodniego i wzięła udział w zajęciu południowego Sachalinu, a potem w Kurylskiej operacji desantowej. 
Po zakończeniu wojny armia weszła w skład Dalekowschodniego OW i rozformowana w grudniu 1945 roku. Został wtedy dowódcą 103 Rejonu Umocnionego. W 1946 roku został zastępca dowódcy Nadmorskiego Okręgu Wojskowego, a w 1948 roku zastępca dowódcy do spraw wyszkolenia Południowouralskiego Okręgu Wojskowego. 
W 1958 roku został przeniesiony do rezerwy, mieszkał w Orenburg, gdzie zmarł. 

## Awanse
- kombrig (Комбриг) (20.03.1938, rozkaz nr 0239/п)
- komdiw (Комдив) (05.02.1939, rozkaz nr 0501/п)
- generał major (Генерал-майор) (04.06.1940, rozkaz nr 945)
- generał lejtnant (Генерал-лейтенант) (08.09.1945, rozkaz nr 2294)

## Odznaczenia
- Order Lenina (21.02.1945[1])
- Order Czerwonego Sztandaru (trzykrotnie – 04.06.1944[2], 03.11.1944[3], 20.06.1949[4])
- Order Kutuzowa I st. (08.09.1945[5])
- Medal „Za zwycięstwo nad Niemcami w Wielkiej Wojnie Ojczyźnianej 1941–1945” (1945[1])
- Medal „Za zwycięstwo nad Japonią” (1945[1])
- Medal jubileuszowy „XX lat Robotniczo-Chłopskiej Armii Czerwonej” (1938[1]
- Medal jubileuszowy „30 lat Armii Radzieckiej i Floty” (1948[1])